# Station Conflans-Sainte-Honorine
Station Conflans-Sainte-Honorine is het grootste van de twee spoorwegstations in de Franse gemeente Conflans-Sainte-Honorine. Het ligt aan de spoorlijn Paris-Saint-Lazare - Mantes-Station via Conflans-Sainte-Honorine, op kilometerpunt 24,570 van die lijn. Lijn J van de Transilien splitst zich na het station. Het station werd op 1 juni 1892 geopend.
Het andere station in Conflans-Sainte-Honorine is Conflans-Fin-d’Oise.

## Transilien
| Richting           | Vorig station | Lijn    | Volgend station     | Richting        |
| ------------------ | ------------- | ------- | ------------------- | --------------- |
| Paris Saint-Lazare | Herblay       | Trans J | Conflans-Fin-d’Oise | Mantes-la-Jolie |
| Paris Saint-Lazare | Herblay       | Trans J | Éragny - Neuville   | Gisors          |